# SuriPop I
SuriPop I was een muziekfestival in Suriname gehouden op 25 november 1982. De finale werd gehouden in het Theater Thalia in Paramaribo. Erik Refos (compositie) en Wim Bakker (tekst) wonnen dit jaar de Jules Chin A Foeng-trofee met hun lied Gi yu wawan. Het werd gezongen door Powl Ameerali.

## Voorselectie
De namen van de componisten waren van tevoren niet bekend en de leden van de voorselectie commissie wisten niet wie de componisten waren. Een nummer van 1 tot en met 102, een titel en een geluidsbandje, daar moesten zij het mee doen. De "Stichting ter Bevordering van Kunst en Cultuur" koos voor deze anonieme werkwijze om de beoordeling zo objectief mogelijk te laten verlopen. Door de voorselectiecommissie werd er geluisterd naar de melodie en inhoud van de tekst. Er was niet gelet op zangkwaliteiten van de inzenders, omdat het hierbij niet ging om een zangfestival. Bepaalde componisten hadden meer dan 1 nummer ingezonden in verband met de selectie procedure die toen werd gehanteerd.
De voorselectie commissie werd ingesteld door de "Stichting ter Bevordering van Kunst en Cultuur" en bestond uit de volgende 9 leden:
- Werner Duttenhofer (voorzitter)
- Juan Navia
- Ruben Del Prado
- Ettienne Stadwijk
- Jerry Themen
- Paul Texel
- Sonny Khoeblal
- Herman Pontjoepawiro
- Raymond Oosthoek

## Finale
Op woensdag 27 oktober 1982, enkele minuten voor middernacht heeft de voorselectie commissie uit de 102 binnengekomen inzendingen, 10 composities uitgekozen die in aanmerking kwamen voor de finale. De nummers uit de finale werden op een muziekalbum uitgebracht. Op het album uit 1982 stonden deze tien finalenummers:
| Nr. | Lied                     | Vocalisten         | Componisten             |
| --- | ------------------------ | ------------------ | ----------------------- |
| A1  | Fala bigi bon            | Powl Ameerali      | Erik Refos & Wim Bakker |
| A2  | Lonely for you baby 🥉   | Delano Weltevreden | Harto Soemodihardjo     |
| A3  | Gi yu wawan 🥇           | Powl Ameerali      | Erik Refos & Wim Bakker |
| A4  | The end                  | Helianthe Redan    | Annemarie Sanches       |
| A5  | Sometimes                | Ruben del Prado    | Haakon Nicasie          |
| B1  | Suku mi libi             |                    | Benito Pudjihartono     |
| B2  | San-ede yu gwe           | Diana Gouvernante  | Erik Refos & Wim Bakker |
| B3  | Call on me 🥈            | Steve Teunis       | Steve Teunis            |
| B4  | There is always tomorrow |                    | Annemarie Sanches       |
| B5  | Yu denki                 | Powl Ameerali      | Erik Refos & Wim Bakker |

I (1982) · II (1983) · III (1984) · IV (1986) · V (1988) · VI (1990) · VII (1992) · VIII (1994) · IX (1996) · X (1998) · XI (2000) · XII (2002) · XIII (2004) · XIV (2006) · XV (2008) · XVI (2010) · XVII (2012) · XVIII (2014) · XIX (2016) · XX (2018) · XXI (2022) · Kerstsongeditie (2023) · XXII (2024)